# Azzo VI d'Este
Azzo VI (Ferrara,1170 - Verona, 18 de novembro de 1212) foi marquês de Ferrara e o chefe da Casa de Este entre 1193 e 1212.

## Família e primeiros anos

Brasão da Família Este.

Azzo VI era filho do marquês Azzo V d'Este (1130-1190), filho de Obizzo I d'Este (f.1193). Azzo tinha ainda uma irmã, Inês d'Este. Pertencia à grande Casa de Este, que nos séculos seguintes iria dominar uma grande parte da Emília Romanha. No momento a dinastia estava em ascensão. O seu pai governava conjuntamente com o avô, mas porém, este precedeu-o e Azzo VI passou a ser o novo herdeiro de Ferrara. O seu avô faleceu em 1193, e Azzo sucedeu-o como chefe da família. No tempo de Azzo, o chefe da família Este possuía o título de marquês de Este, uma cidade na zona de Veneto que estava na família quase desde a fundação.

## Governo
O avô, Obizzo, tinha já assegurado à Casa d'Este o legado da família Adelardi. Azzo trouxe, por sua vez, para o domínio da família a cidade de Rovigo, possessão oficializada pelo Imperador Henrique VI da Alemanha em 1194. 
Em 1196 tornou-se governador de Pádua. Foi numerado VI, devido ao facto de ser o sexto Azzo da família a governar (na totalidade das terras que pertenceram à família desde a fundação no século X), apesar de ser somente o terceiro governante de Ferrara. Pode ser numerado também II ou I (se não se contar o pai de Azzo VI). 
Inicialmente, Azzo tinha uma boa relação com aquele que viria a ser o seu futuro rival em Ferrara, Salinguerra I Torrelli, visto que este chegou a contribuir e a ajudar o casamento de Azzo VI e Alice de Châtillon, em 1204.
Azzo chefiou todos os guelfos de Veneza na guerra que se sucedia desde há alguns anos entre Guelfos e Gibelinos, consequência da antiga Questão das Investiduras, que opunha o Imperador ao Papa. Desta forma, os gibelinos apoiavam o Imperador e os guelfos o Papa. A sua rivalidade com Salinguerra Torrelli, chefe dos gibelinos de Ferrara, desencadeou uma guerra sangrenta, que começou em 1205 com o cerco do castelo de Fratta, em Veneto e terminou quando Azzo tomou o castelo. Eles pediram para resgatar Ezzelino II da Romano (cunhado de Azzo) com a esperança de uma aliança com o mesmo. Depois de duas vitórias em 1208 contra Salinguerra e Ezzelino, acabou senhor de duas repúblicas, Ferrara e Verona, tendo mais tarde a autoridade suprema nesta última. 
Um parente de Azzo, o Imperador Otão IV da Alemanha vem a Itália para reconciliá-lo com Salinguerra, mas este quabra a aliança. Azzo alia-se então ao Papa Inocêncio III contra o Imperador. Em 1210, o Papa nomeou-o e aos seus descendentes como Marquês de Ancona e Ferrara nomeou-o como seu senhor.

## Morte

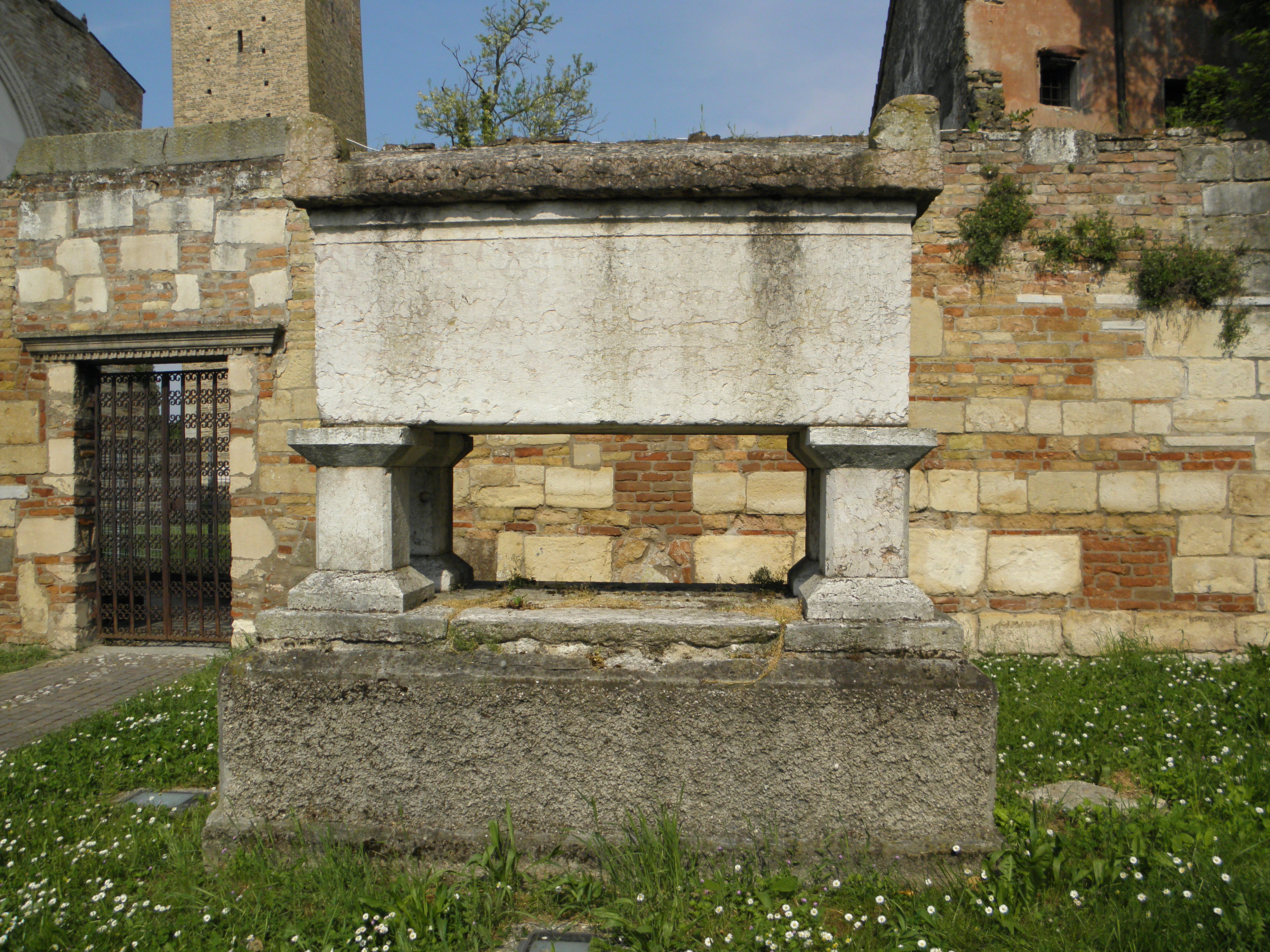
O sarcófago que contém os restos de Azzo VI e da sua esposa Alice de Châtillon, situado na Abadia de Vangadizza em Badia Polesine.

Em 1212, Azzo foi derrotado numa nova guerra frente a Ezzelino, em Pontalto. Refugiou-se em Verona, onde faleceu a 18 de novembro desse ano. foi sepultado na =Abadia de Vangadizza, na atual comuna de Badia Polesine, em Veneto.

## Casamento e descendência
Em 1186 Azzo terá sido prometido a Marquesela Adelardi, o que reverteria as possessões dos Adelardi para os Este. Porém, esta faleceu antes do matrimónio. Apesar do matrimónio não se ter concretizado, as possessões dos Adelardi continuaram nas mãos dos Este .
Em 1189, Azzo desposou Sofia (ou Elisa) Aldobrandini, de quem teve um filho:
- Aldobrandino I d'Este (1190-1215), o seu herdeiro. Sobreviveu três anos ao pai, mas faleceu sem filhos varões.

Sofia (ou Elisa) terá falecido por volta de 1190, pois Azzo já se encontrava novamente casado em 1192, com Sofia de Saboia (1167 ou 1172 - 3 de dezembro de 1202), filha de Humberto III de Saboia e da sua segunda esposa Clemência de Zähringen, e já com uma filha:
- Beatriz d'Este (1192-10 de maio de 1226).

Sofia também não sobreviveu ao marido. Azzo casou uma terceira vez, a 22 de fevereiro de 1204, com Alice de Châtillon (c.1181-1235), filha de Reinaldo de Châtillon, ex-príncipe de Antioquia e da sua segunda esposa, Estefânia de Milly, de quem teve:
- Azzo VII d'Este[3]. (1205-1264), o seu segundo herdeiro. Foi ele que garantiu a continuidade da dinastia.
- Constança d'Este[3] (novembro de 1212 - antes de 8 de novembro de 1216[4]), morreu jovem.